# Antoine de Bouillé
Antoine de Bouillé est un écrivain et historien français.

## Biographie
Il est distingué par l'Académie française du prix Eugène-Carrière (1955) et du prix Georges-Goyau (1970).

## Publications
- Par les chemins du Velay - 1943
- Images du Haut-Allier. Le Roman d'une vieille demeure - 1948
- Manoirs abandonnés - 1950
- Un conseiller de Charles VII : le Maréchal de La Fayette, 1380-1463 - 1955
- Le maréchal de La Fayette - 1955
- Pour un centenaire. Festival du Cluzel - 1958
- Varennes et la dernière chance de Louis XVI - 1969